# Mrzlo Polje (Veliko Trgovišće)
 Mrzlo Polje  falu Horvátországban Krapina-Zagorje megyében. Közigazgatásilag Veliko Trgovišćéhez tartozik.

## Fekvése
Zágrábtól 28 km-re, községközpontjától  6 km-re északnyugatra Horvát Zagorje területén és a megye délnyugati részén fekszik.

## Története
A településnek 1857-ben 367, 1910-ben 503 lakosa volt. Trianonig Varasd vármegye Klanjeci járásához tartozott.  2001-ben 249 lakosa volt.

## Külső hivatkozások
- Veliko Trgovišće község hivatalos oldala
- A plébánia honlapja